# Frauenkirche (Görlitz)
Die evangelische Frauenkirche ist eine dreischiffige Hallenkirche im spätgotischen Stil. Die Kirche lag einst vor den Toren der Stadt Görlitz. Mittlerweile befindet sie sich jedoch inmitten des Zentrums und prägt das Bild der Innenstadt. Im Herbst 1989 war sie der Ausgangspunkt der Friedensgebete in der Stadt.

## Lage
Das Kirchenbauwerk befindet sich in der Görlitzer Innenstadt und schließt sich direkt südlich an das Jugendstilwarenhaus am Demianiplatz an. Südlich der Kirche eröffnet sich der Postplatz mit dem Postamt. Östlich der Kirche befindet sich eine Einkaufspassage – das Citycenter Frauentor.

## Geschichte

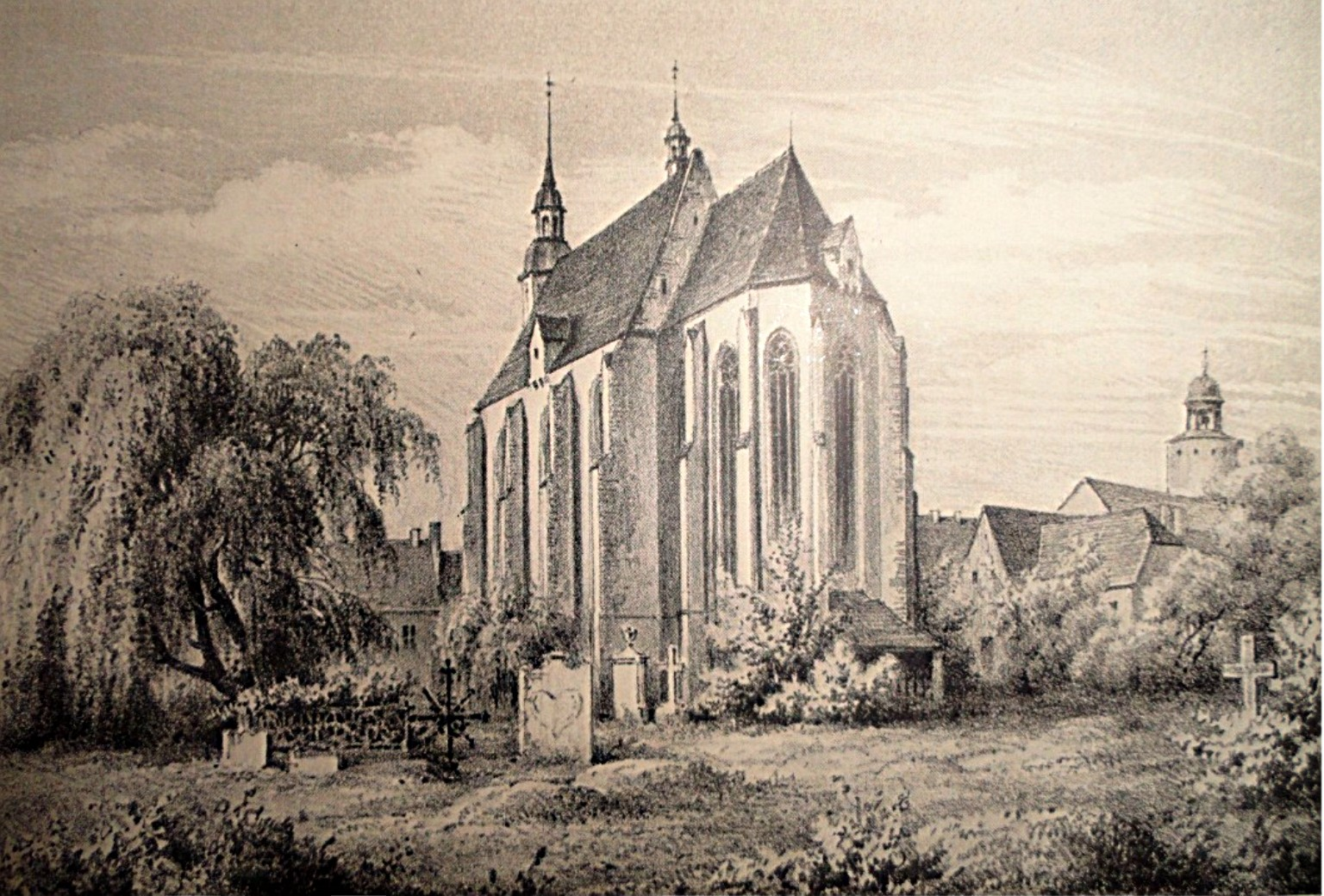
Zeichnung der Ostansicht der Frauenkirche um 1684

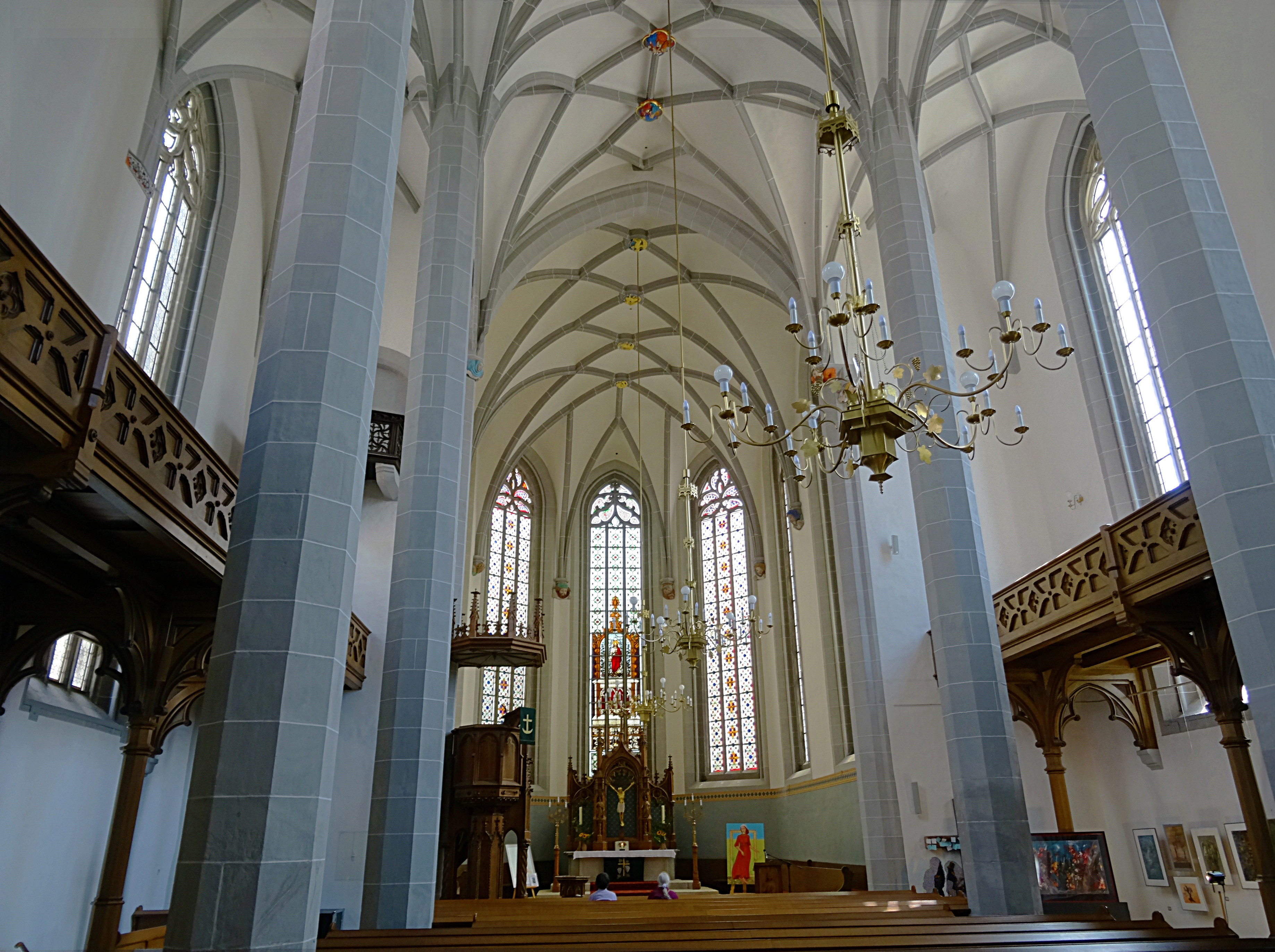
Innenraum

Bereits in der Mitte des 14. Jahrhunderts befand sich außerhalb der Stadtmauern am Weg zum Frauentor eine Kirche – die Kirche Unsrer Lieben Frauen. Sie war vermutlich ein hölzerner Bau und wurde im März 1431 niedergelegt, um dem Hussitenheer keine Möglichkeit zu bieten sich festsetzen zu können. Etwa zehn Jahre später kamen die ersten Pläne für einen massiven Neubau der Kirche auf. Die Grundsteinlegung für den Neubau fand am 7. Mai 1459 und die Weihe am 29. Mai 1473 noch vor der Fertigstellung statt. Während der spätgotischen Stilperiode entstand die Kirche in ihrem heutigen Erscheinungsbild, abgesehen vom oberen Teil des westlichen Glockenturmes. Im Innern verweist das Brüstungsgeländer der Orgelbühne noch auf die gotische Schaffensphase. Im Jahr 1696 wurde dann der bereits 32½ Ellen hohe Westturm nochmals um 10½ Ellen erhöht und ein 40 Ellen hohes Holzwerk aufgesetzt. 1735 wurde die barocke Turmhaube mit Blech belegt.
Bis 1870 taucht die Kirche nur selten in der Stadtgeschichte auf. Erst mit der Ausdehnung der Stadt in Richtung des Bahnhofs gewinnt die Kirche an Bedeutung. Zwischen 1869 und 1871 wurde sie erneuert und erfreute sich danach allsonntäglich eines größeren Zustroms. Im Jahr 1927 wurde die Kirche neu verputzt. Bei der letzten Sanierung der Kirche zwischen 2001 und 2011 verschwanden auch die Bruchsteinwände hinter einem weißen Putz.

## Sanierung mit Mitteln der „Altstadtmillion“
Zwischen 1996 und 2013 wurden zahlreiche Sanierungsarbeiten durchgeführt, die über die Altstadtstiftung Görlitz aus der Altstadtmillion finanziert worden sind. 1996 und 1997 wurden zunächst die Sakristeifenster erneuert, von 2001 bis 2012 wurden etwa der Dachraum, das Langhausinnere und das Gestühl instand gesetzt und restauriert. 2013 wurde die Farbfassung der unteren Wandbereiche im Chor erneuert.

## Architektur

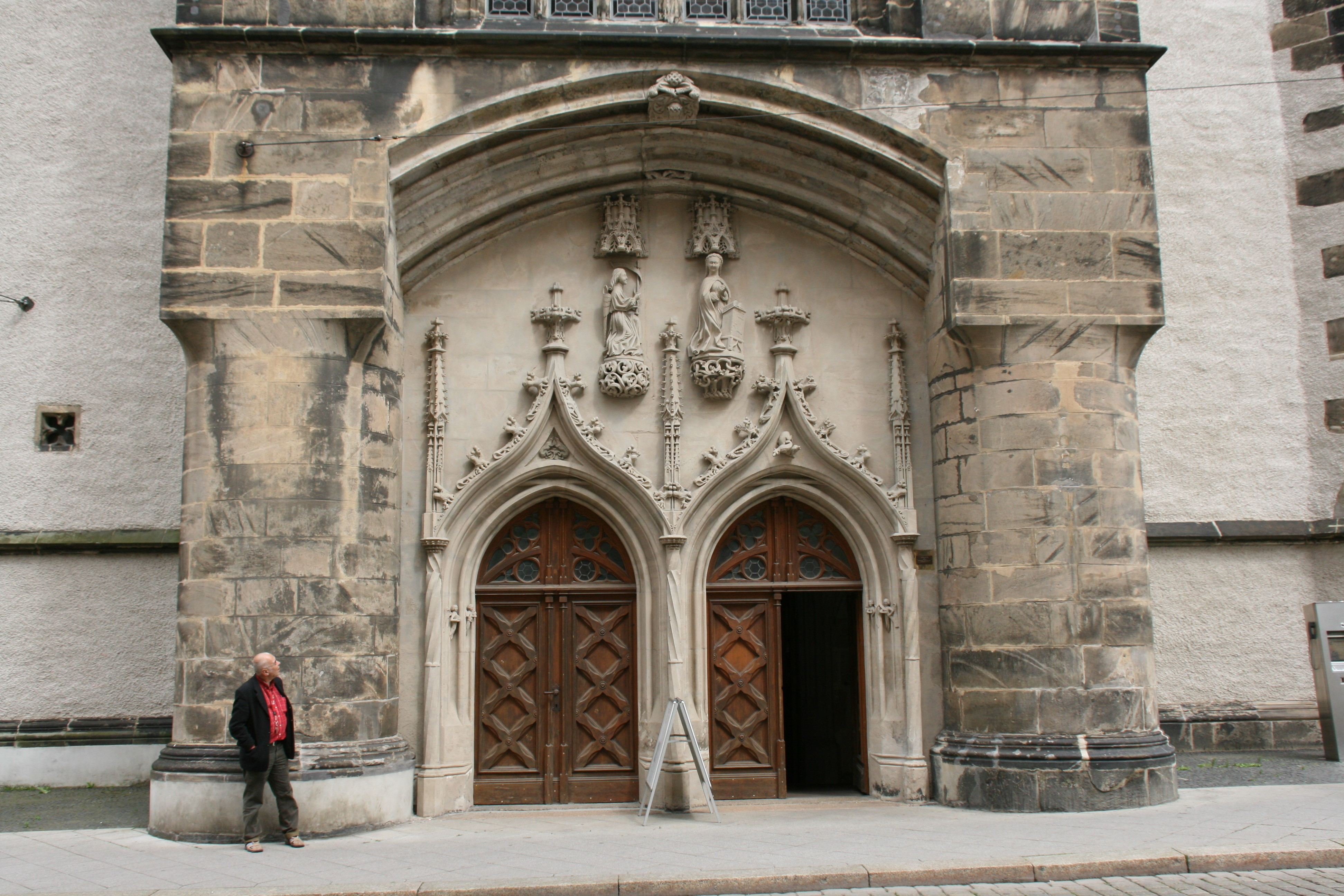
Westportal der Kirche

Die Kirche ist innen und außen sehr schlicht gehalten. Das Langhaus ist drei- und der Chor einschiffig ausgeführt. Die hohen Maßwerkfenster, das Netzrippengewölbe mit den verzierten Schlusssteinen, die die Sieben Freuden Marias, die vier Evangelistensymbole und vier weibliche Heilige abbildet sowie die Orgelempore aus Sandstein gehören zu den bedeutenden gotischen Steinmetzkunstwerken der Stadt.
Die seitlichen Mauern sind ganz aus Bruchstein ausgeführt, wohingegen der westliche Turm aus Steinquadern aufgemauert wurde. Nur die Strebepfeiler der Seitenwände, die mit einem Wimperg und einer Kreuzblume enden, sind mit Werksteinen verblendet. Die Spitzbogenfenster sind alle dreifach geteilt und unterscheiden sich in ihrem Maßwerk im Spitzbogen. Ihre besondere Kunst bewiesen die Steinmetze bei dem prunkvollen Westportal. In dem linken der beiden Zwickel oberhalb der Türen befindet sich ein Paar Hunde, deren Schöpfung wohl aus der Laune und dem Humor der Steinmetze hervorging. Unterhalb des weitgespannten Flachbogens des Portals befinden sich zwei Figuren unter jeweils einem Baldachin. Die rechte Skulptur zeigt Maria, am Betpult kniend, und die linke den Erzengel Gabriel, der ihr die Botschaft ihrer Gottesmutterschaft überbringt. Oberhalb des Eingangsportals befindet sich ein niedrigeres, sechsfach geteiltes Fenster.

## Orgel

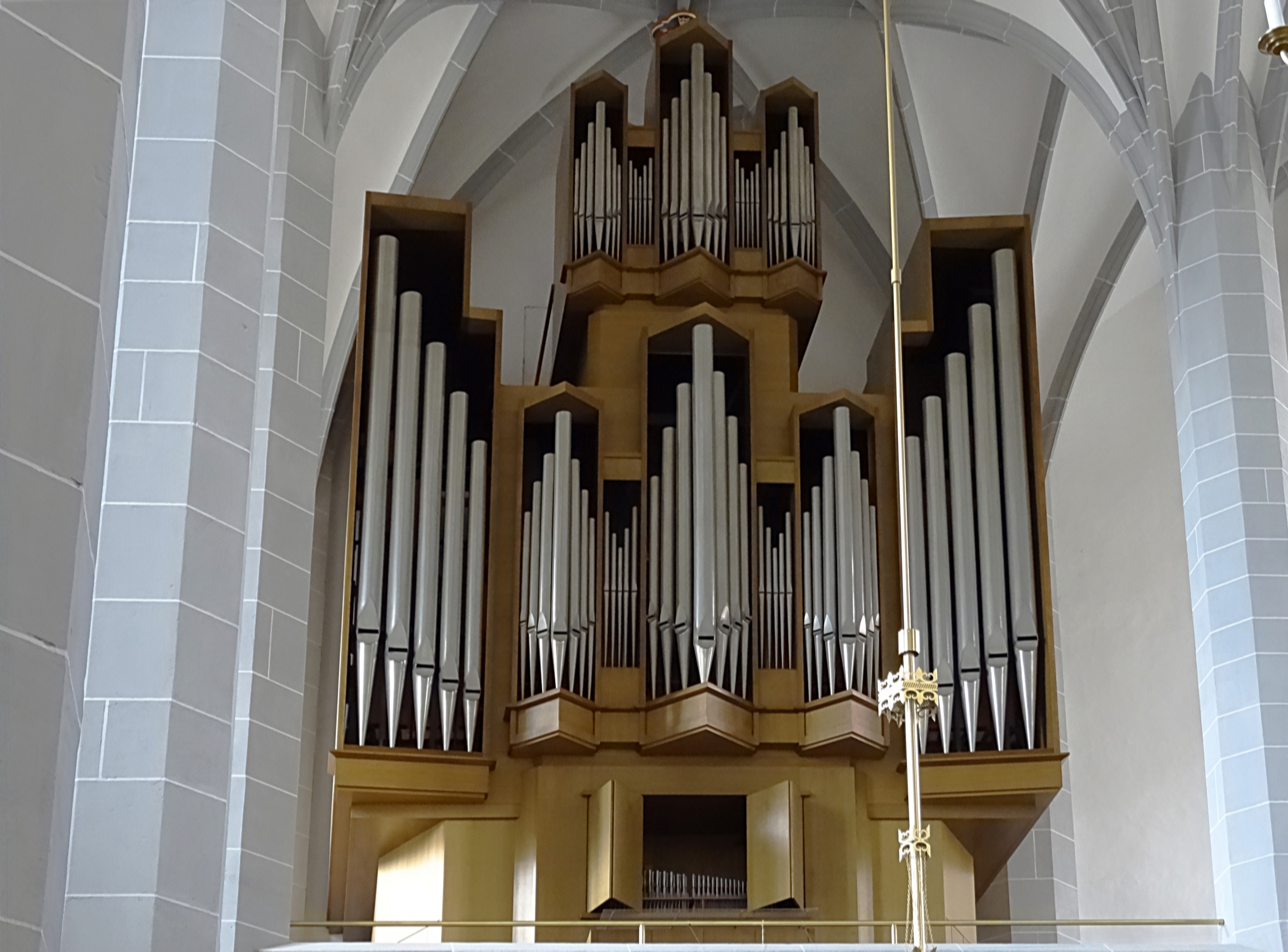
Die Schuster-Orgel

Auf der Westseite des Mittelschiffes befindet sich die Orgel. Sie wurde 1977 von Orgelbau A. Schuster & Sohn, Zittau, erbaut. Den Prospekt entwarf Fritz Leweke. In spätgotischer Zeit besaß die Kirche eine hängende Schwalbennestorgel. 1837 baute Carl Friedrich Ferdinand Buckow eine Orgel mit 15 Registern auf zwei Manualen und Pedal. Das heutige Instrument verfügt über 34 Register auf drei Manualwerken und Pedal mit insgesamt 2300 Pfeifen. Den Orgelprospekt gestaltete der Tischlermeister Püschner aus Görlitz. Die Spieltrakturen sind mechanisch, die Registertrakturen sind elektrisch.
| I Hauptwerk C–g3 |              |        |
| 01.              | Pommer       | 16′    |
| 02.              | Prinzipal    | 08′    |
| 03.              | Koppelflöte  | 08′    |
| 04.              | Oktave       | 04′    |
| 05.              | Spitzflöte   | 04′    |
| 06.              | Rohrnassat 0 | 02 ⁄3′ |
| 07.              | Oktave       | 02′    |
| 08.              | Gemshorn     | 02′    |
| 09.              | Mixtur V     | 01 ⁄3′ |
| 10.              | Dulcian      | 16′    |
| 11.              | Trompete     | 08′    |

| II Oberwerk C–g3 |             |        |
| 12.              | Rohrflöte   | 8′     |
| 13.              | Prinzipal   | 4′     |
| 14.              | Spillflöte  | 4′     |
| 15.              | Oktave      | 2′     |
| 16.              | Terz        | 1 3⁄5′ |
| 17.              | Quinte      | 1 ⁄3′  |
| 18.              | Scharf IV   | 2⁄3′   |
| 19.              | Krummhorn 0 | 8′     |
|                  | Tremulant   |        |

| III Schwell-Brustwerk C–g3 |                 |      |
| 20.                        | Holzgedackt     | 8′   |
| 21.                        | Rohrflöte       | 4′   |
| 22.                        | Oktave          | 2′   |
| 23.                        | Oktave          | 1′   |
| 24.                        | Sesquialtera II |      |
| 25.                        | Cymbel II       | 1⁄4′ |
| 26.                        | Vox humana      | 8′   |
|                            | Tremulant       |      |

| Pedalwerk C–f1 |            |         |
| 27.            | Prinzipal  | 16′     |
| 28.            | Subbaß     | 16′     |
| 29.            | Oktave     | 08′     |
| 30.            | Gemshorn 0 | 08′     |
| 31.            | Oktave     | 04′     |
| 32.            | Mixtur V   | 05 1⁄3′ |
| 33.            | Posaune    | 16′     |
| 34.            | Trompete   | 08′     |

## Glocken
Die zwei 1716 von Michael Weinhold aus Dresden gegossenen Bronzeglocken der Kirche wurden während des Ersten Weltkrieges eingezogen und für die Rüstungsproduktion eingeschmolzen. Eine dritte kleine Glocke von 1717 blieb erhalten und ist heute im Kulturhistorischen Museum Görlitz zu sehen. Das Bronzegeläut wurde nach dem Krieg durch drei 1922 vom Bochumer Verein gegossene Gussstahlglocken ersetzt, die auf den Akkord cis – e – g abgestimmt sind. Seit 1930 werden die Glocken durch ein elektrisches Läutewerk geschwungen.
| Glocke | Name     | Durchmesser | Gewicht | Schlagton | Inschrift vorne    | Inschrift hinten                                |
| ------ | -------- | ----------- | ------- | --------- | ------------------ | ----------------------------------------------- |
| 1      | Not      | 1574 mm     | 1560 kg | cis'      | IN SCHWERER ZEIT   | AUS DER TIEFE RUFE ICH, HERR, ZU DIR. Ps. 130,1 |
| 2      | Glaube   | 1387 mm     | 1080 kg | e'        | DEM HERRN GEWEIHT  | DENNOCH BLEIBE ICH STETS AN DIR Ps. 73,23       |
| 3      | Hoffnung | 1170 mm     | 700 kg  | g'        | UNS ZUR SEELIGKEIT | FREUT EUCH IN DEm HERRN ALLEWEGE Phil. 4/4      |

Außer den wiedergegebenen Inschriften trägt jede Glocke auch vorne den Glockennamen und am Hals einen Gussvermerk über Gießer und Gussjahr.

## Friedhof und Wehrmauer
Die Kirche besaß auf Grund ihrer Lage vor den Stadtmauern einst eine wehrhafte Mauer rund um Kirche und Friedhof. Auf der stadtabgewandten Südseite verstärkten zwei Rundtürme die Mauer. Bei Erdarbeiten 1996 fand man Reste eines Wehrturms. Der Friedhof umschloss die Kirche auf den beiden Längs- und der Ostseite. Er wurde 1350 für die Pesttoten vor den Toren der Stadt angelegt. Der Friedhof und die Wehranlagen wurden um 1840 eingeebnet bzw. abgetragen, um Platz für die Erweiterung der Stadt nach Süden zu schaffen. Auf der Rasenfläche rund um den Chor und an den Außenwänden des Chors sind nur noch wenige Grabsteine erhalten.

## Spital
Weniger als zwanzig Jahre nach dem Neubau ließ Georg Emmerich im Jahr 1489 am äußeren Frauenthore gegenüber der Kirche, nördlich vom heutigen Postplatz, das hospitale peregrinantium (auch: Hospital unserer lieben Frauen, Hospital zur lieben Frau, Frauenspital) erbauen. Es sollte für „Pilger, Wallfahrer, andere reisende Personen, arme Lehrer und Schüler“ ein „Nachtlager, Behausung und Auswartung“ bis zur Weiterreise sein.
Der Görlitzer Rat erweiterte es im Jahr 1512, woraufhin 35 Arme und Weisen Unterkunft fanden. Um 1530 empfing das Spital von Joachim Frenzel oder seiner Mutter das Dorf Friedersdorf bei der Landeskrone. Ersterer „übergab“ dem Spital auch den Garten an der Ecke der Salomonsgasse, auf dem es später das Siechhaus (Seuchenhaus) errichten würde. Ab dem Jahr 1537 kamen dem Spital die Zinsen des Seelhauses in der Krebsgasse zugute. 1641 verbrannte das Hospital, wurde bis zum Jahr 1646 aber wieder aufgebaut. Es empfing auch weiterhin viele Legate und Spenden. Einer der Spender, Baron Sylver von Sylverstein, ergänzte in seinem Testament (1720), dass die armen Leute des Spitals im Gegenzug jeden Freitag „Warum betrübst du dich mein Herz“ singen sollten. Um 1850 fanden zudem viermal im Jahr Gottesdienste mit Kommunion statt, zu denen die Hospitaliten und auch andere alte und schwache Personen gehen konnten.
Der Görlitzer Kaufmann Eduard Schultze kaufte 1863 das Gelände, ließ die Bebauungen abreißen und von Baumeister Pfeiffer ein 1868 fertiggestelltes spätklassizistisches Gebäude erbauen, wohin das Victoria-Hotel, das Wiener Café und Einzelhändler einzogen.